# 杜尔加姆·伊斯迈尔
杜尔加姆·伊斯梅尔（1994年5月23日—），為伊拉克足球运动员，是左脚球员，曾代表伊拉克U17、U20、U23踢比赛，为伊拉克国家队出场23次，射入两球。
效力U20隊时，僅為轮换主力。2013世青赛时，在對韓國的加时赛中替补上场，他大力投掷的界外球，帮助伊拉克在加时率先进球。
2015年亚洲杯足球賽，伊拉克队左边后卫。伊斯梅尔在伊拉克左边路防守能力突出，助攻能力强，常常能在左边路套边传中为队友在门前创造机会。在八強伊拉克对阵伊朗的比赛中，伊斯梅尔在加时赛主射点球中鴿，虽让最后伊朗扳平比分，但是在点球大战中，伊斯梅尔的点球依旧稳定，帮助伊拉克队最后在点球大战中战胜伊朗队晋级四強赛。
1. ↑  . Australian Broadcasting Corporation. 2015-01-23  [2016-11-29]. （原始内容存档于2020-11-01）.